# Ghiandola olocrina

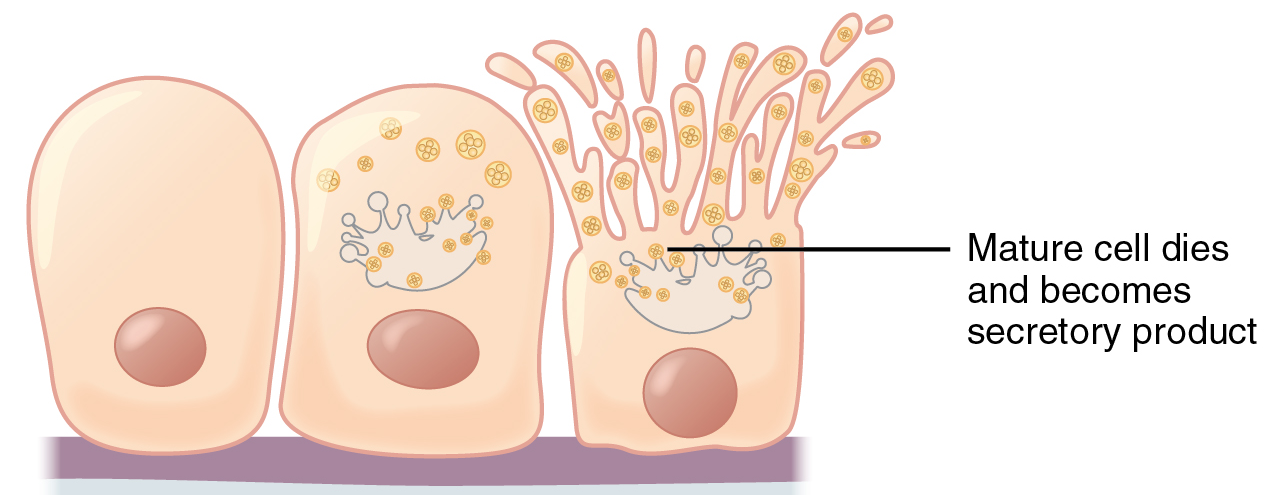
Secrezione olocrina

In istologia, una ghiandola olocrina è una ghiandola che accumula il secreto nel citoplasma delle sue cellule e lo libera attraverso la rottura della membrana plasmatica delle cellule stesse. Poiché le cellule del tessuto vanno incontro a morte è necessaria la presenza in posizione basale di uno strato germinativo di cellule staminali per rimpiazzare quelle che si frammentano.
In base alle modalità di secrezione si possono distinguere anche ghiandole apocrine e merocrine.
Esempi di ghiandole olocrine sono le ghiandole di Meibomio delle palpebre e le ghiandole sebacee della pelle. Queste ultime, producono una secrezione (sebo) rilasciandola assieme ai resti delle cellule morte.